# (32827) 1992 DF1
(32827) 1992 DF1 est un astéroïde aréocroiseur découvert en 1992.

## Description
(32827) 1992 DF1 a été découvert le 28 février 1992 à l'observatoire de Kitt Peak, situé dans l'Arizona (États-Unis), par le projet Spacewatch de l’université de l'Arizona.

### Caractéristiques orbitales
L'orbite de cet astéroïde est caractérisée par un demi-grand axe de 2,28 ua, un périhélie de 1,57 ua, une excentricité de 0,31 et une inclinaison de 21,19° par rapport à l'écliptique. Du fait de ces caractéristiques, à savoir un demi-grand axe inférieur à 3,2 ua et un périhélie compris entre 1,3 et 1,666 ua, il croise l'orbite de Mars et est classé, selon la JPL Small-Body Database, comme astéroïde aréocroiseur (aréo venant de Arès).

### Caractéristiques physiques
(32827) 1992 DF1 a une magnitude absolue (H) de 15,0 et un albédo estimé à 0,427.